# Grote fuut
De grote fuut (Podiceps major) is een fuut die uitsluitend in Zuid-Amerika voorkomt.

## Kenmerken
In vergelijking tot andere futensoorten is de grote fuut forsgebouwd. Een ander kenmerk is de donkere kop, die contrasteert met de roodachtige nekveren. Vooral in het broedseizoen is de rode kleur duidelijk te zien. In het najaar vervaagt de rode kleur tot een meer bruinachtige kleur. De borst is wit en de snavel geel.

## Leefwijze
De grote fuut leeft voornamelijk van kleine vissen, waarnaar hij op open wateren duikt.

## Verspreiding
Het leefgebied van de soort spreidt zich uit over een groot gedeelte van Zuid-Amerika, met uitzondering van Bolivia en de regio boven het Amazoneregenwoud.
De soort telt twee ondersoorten:
- P. m. major: van westelijk Peru, Paraguay en zuidoostelijk Brazilië tot centraal Chili en zuidelijk Argentinië.
- P. m. navasi: zuidelijk Chili.